# Laghi d'Italia

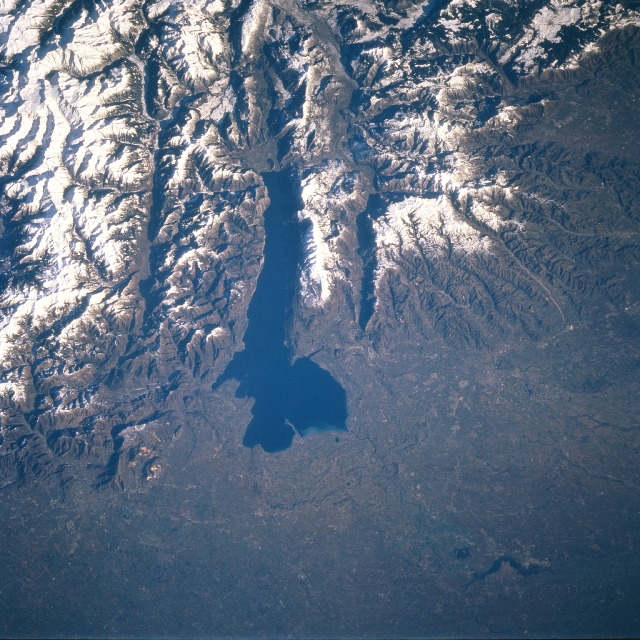
Il Lago di Garda, visto da satellite, il più grande lago italiano

I laghi d'Italia possono distinguersi, a seconda della loro localizzazione nell'ambito del territorio nazionale, tra prealpini, nord-occidentali, appenninici, siciliani e sardi, cui si aggiungono lagune e laghi costieri.
Vengono generalmente chiamati con nomi che si riferiscono ai paesi che vi si affacciano e spesso la loro capienza è stata aumentata con la costruzione di dighe, allo scopo di costituire cospicue riserve idriche da utilizzare per la produzione di energia elettrica.

## Laghi prealpini

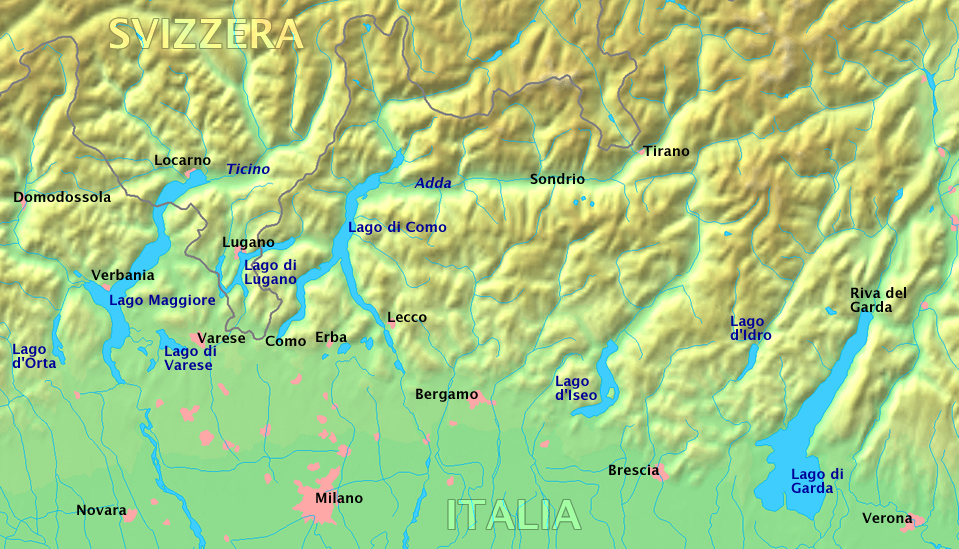
I laghi prealpini

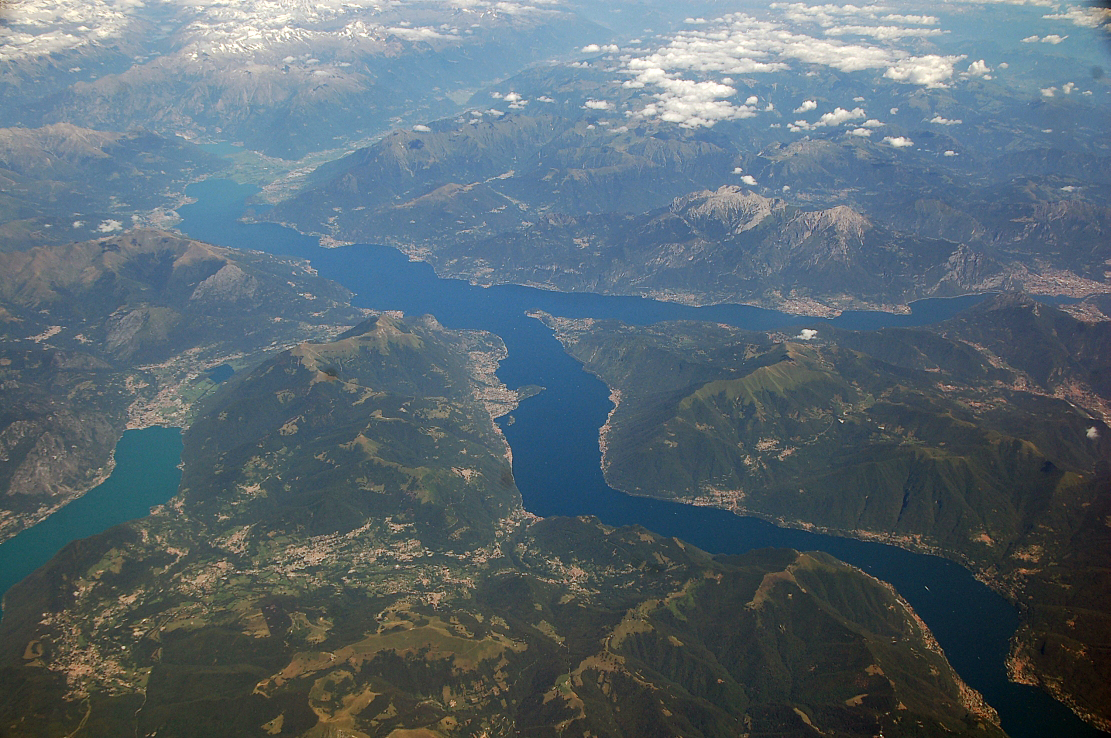
Lago di Como

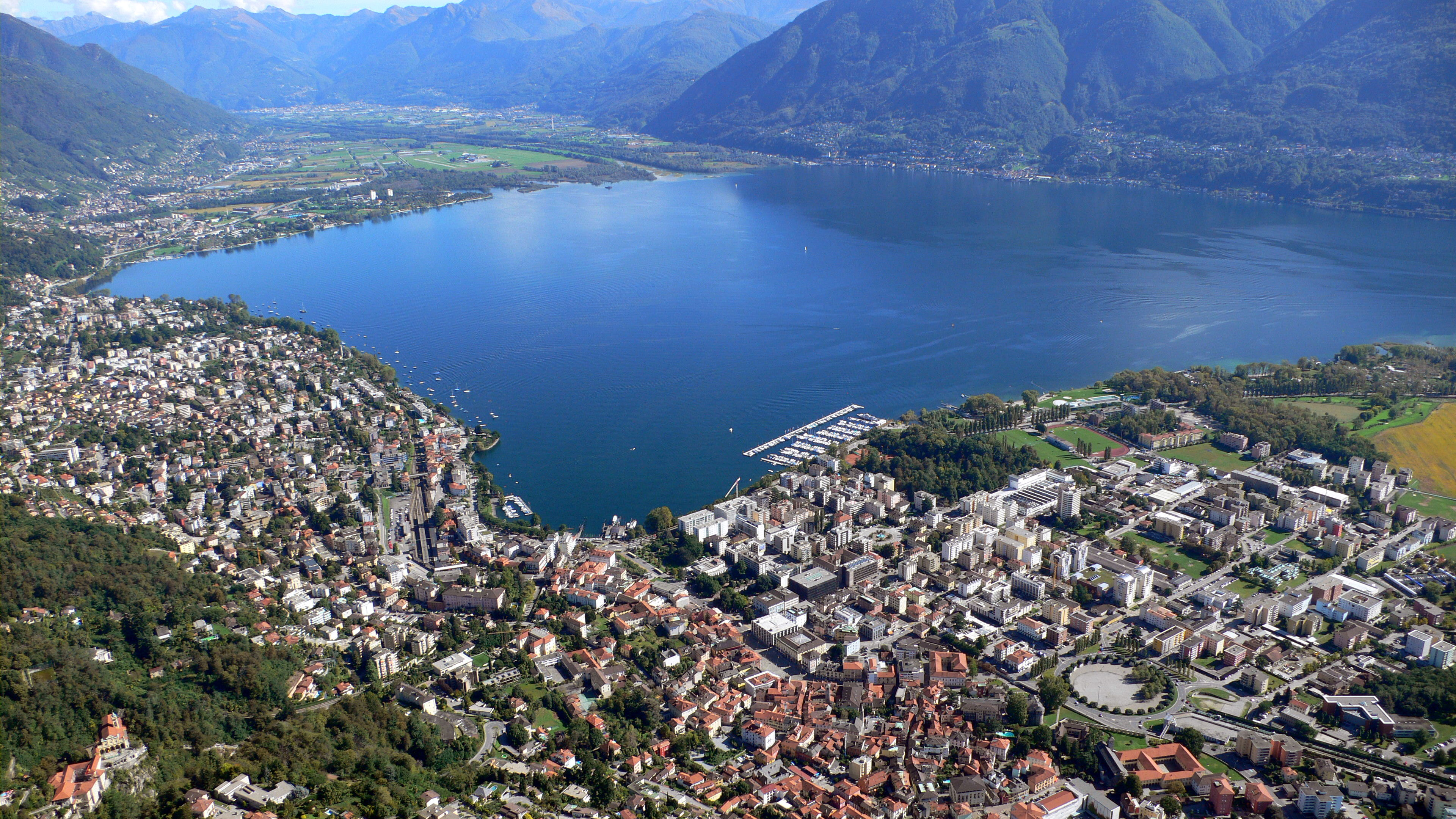
Lago Maggiore

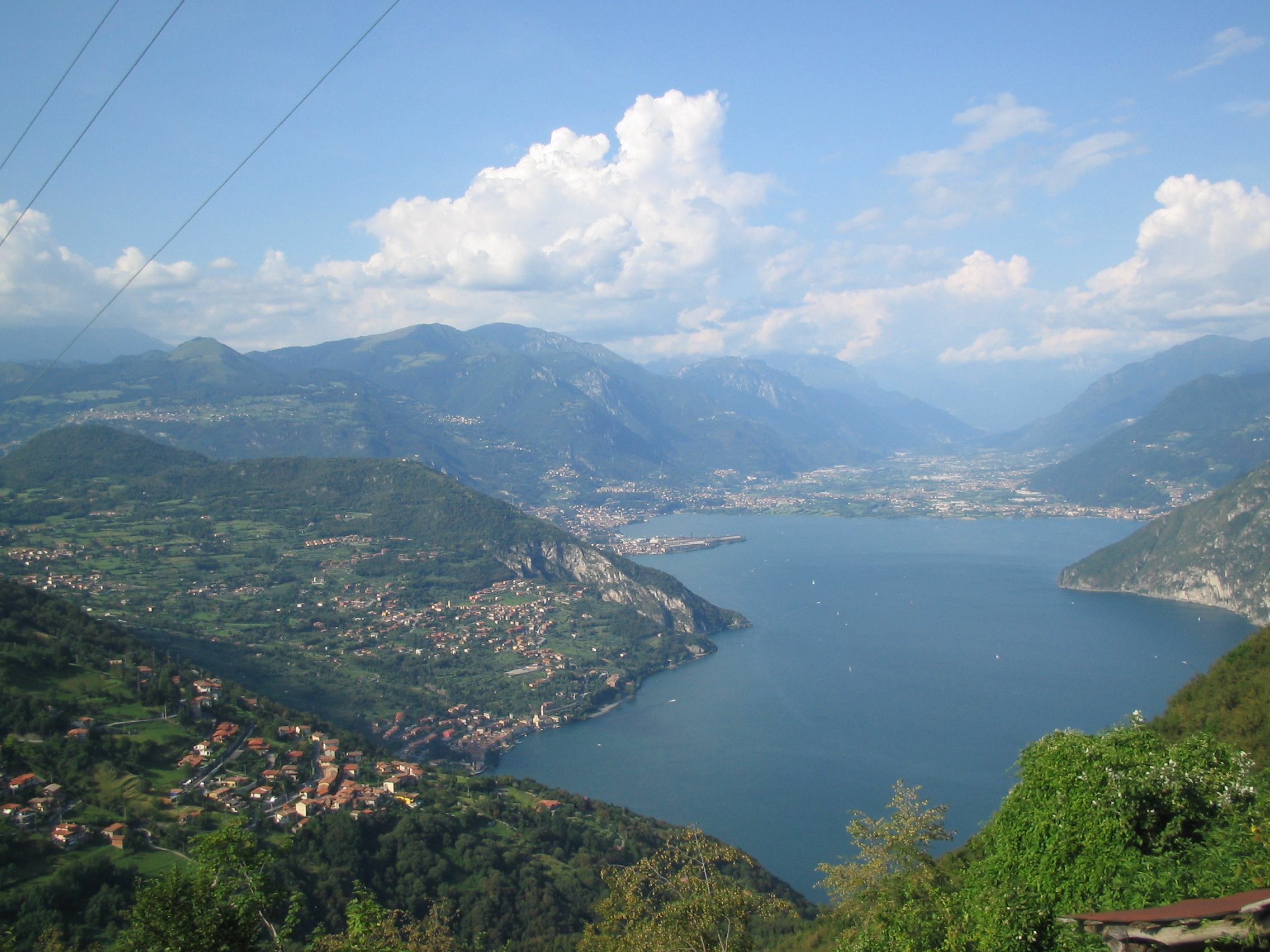
Lago d'Iseo

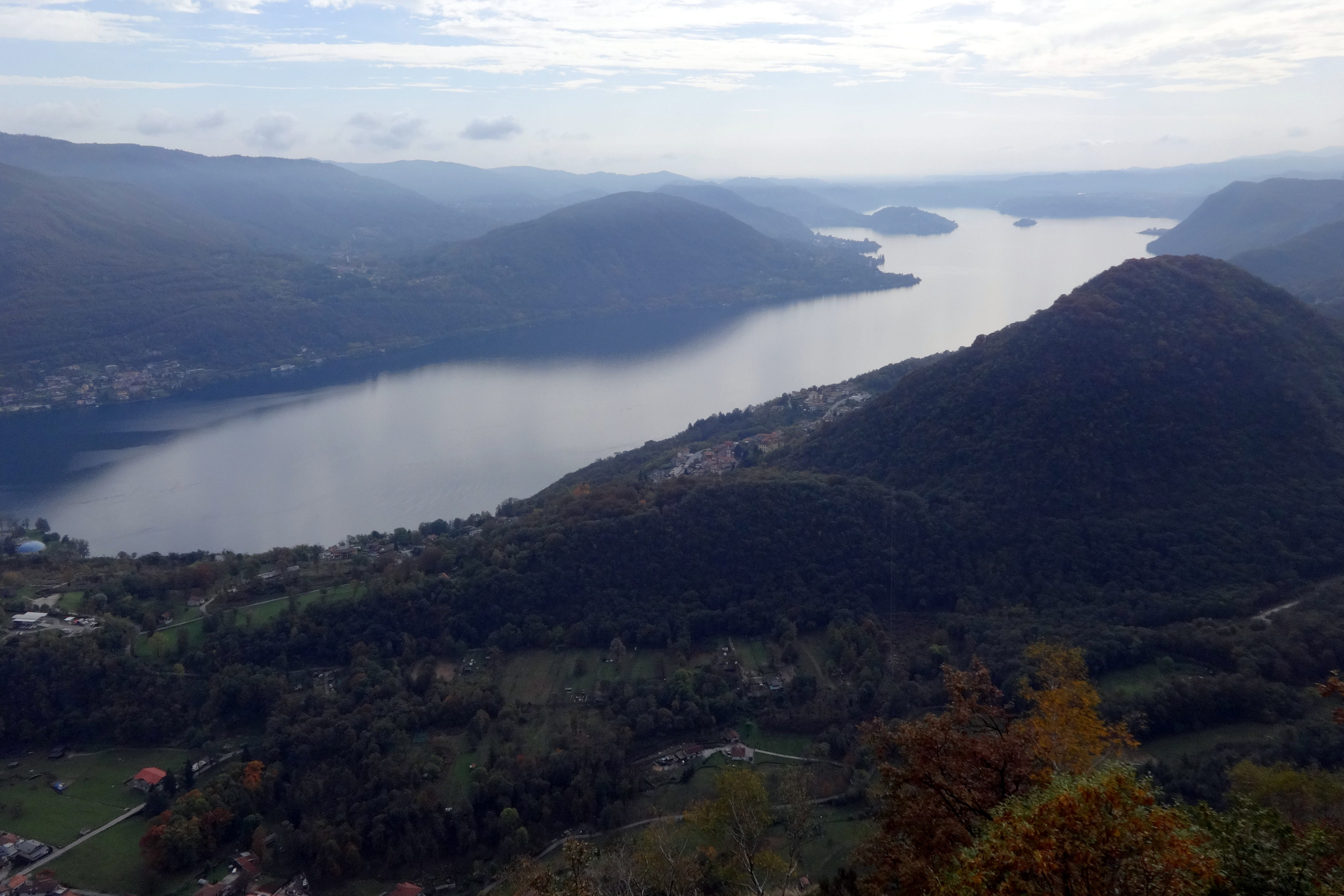
Lago d'Orta

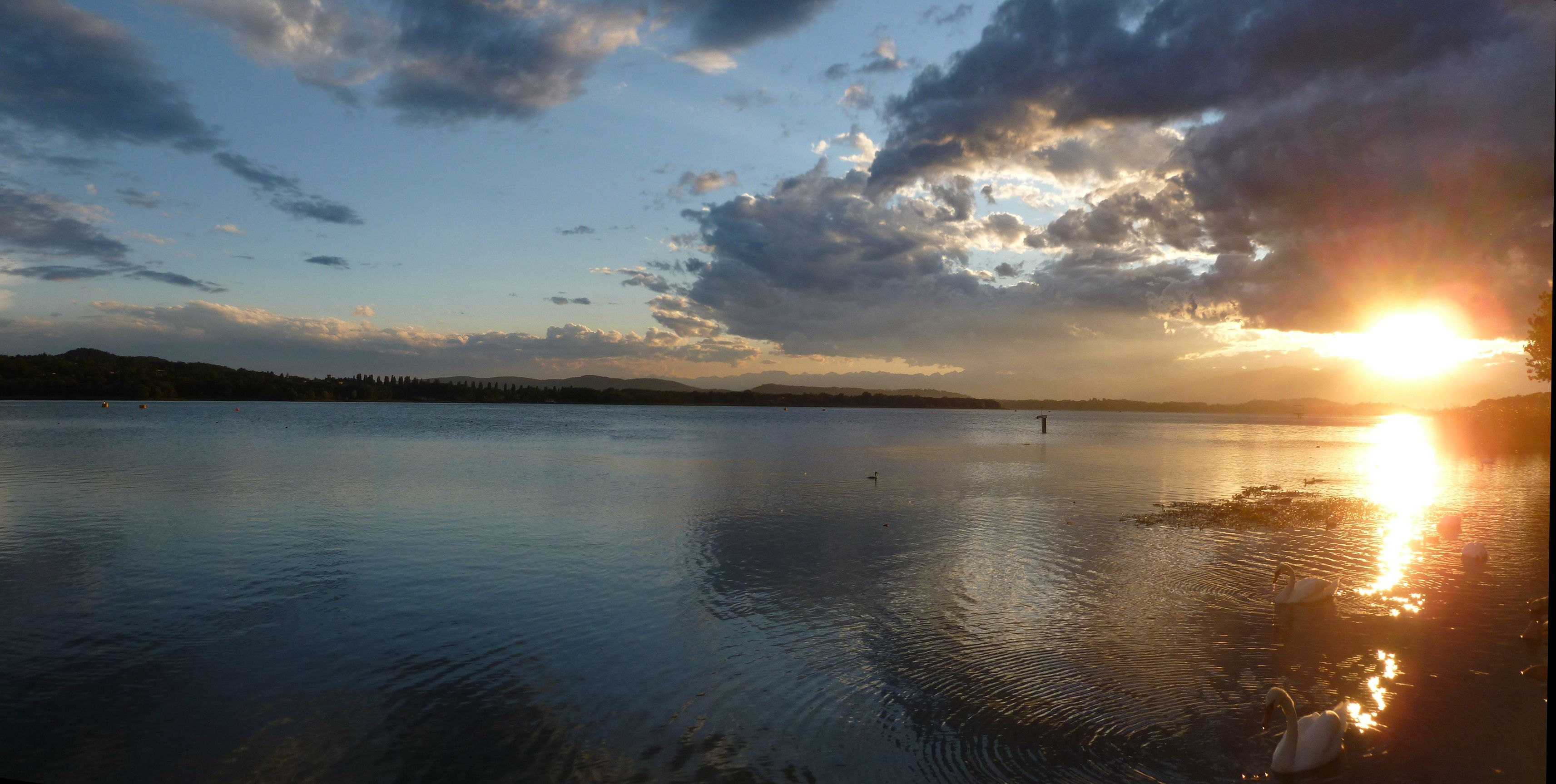
Lago di Varese

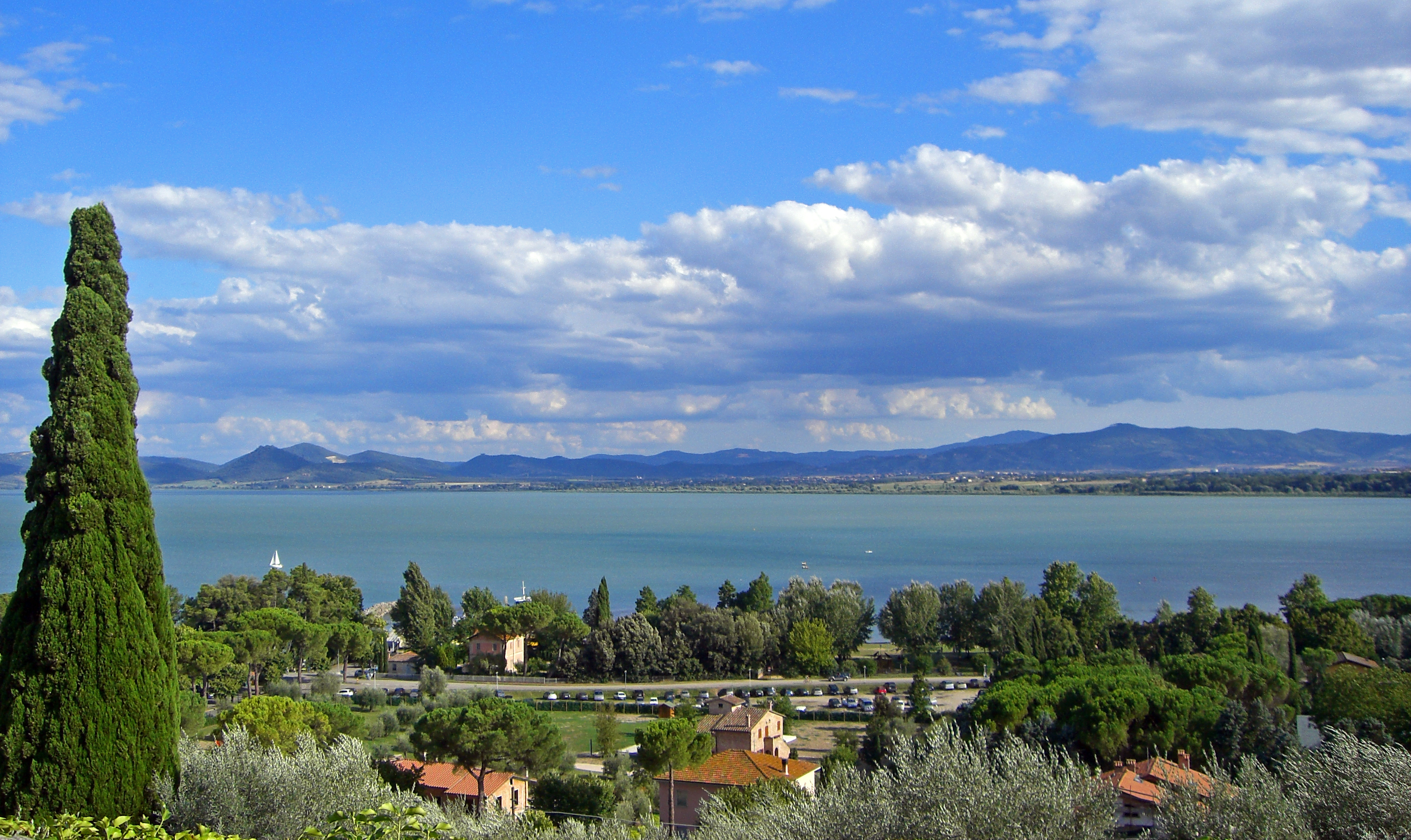
Lago Trasimeno

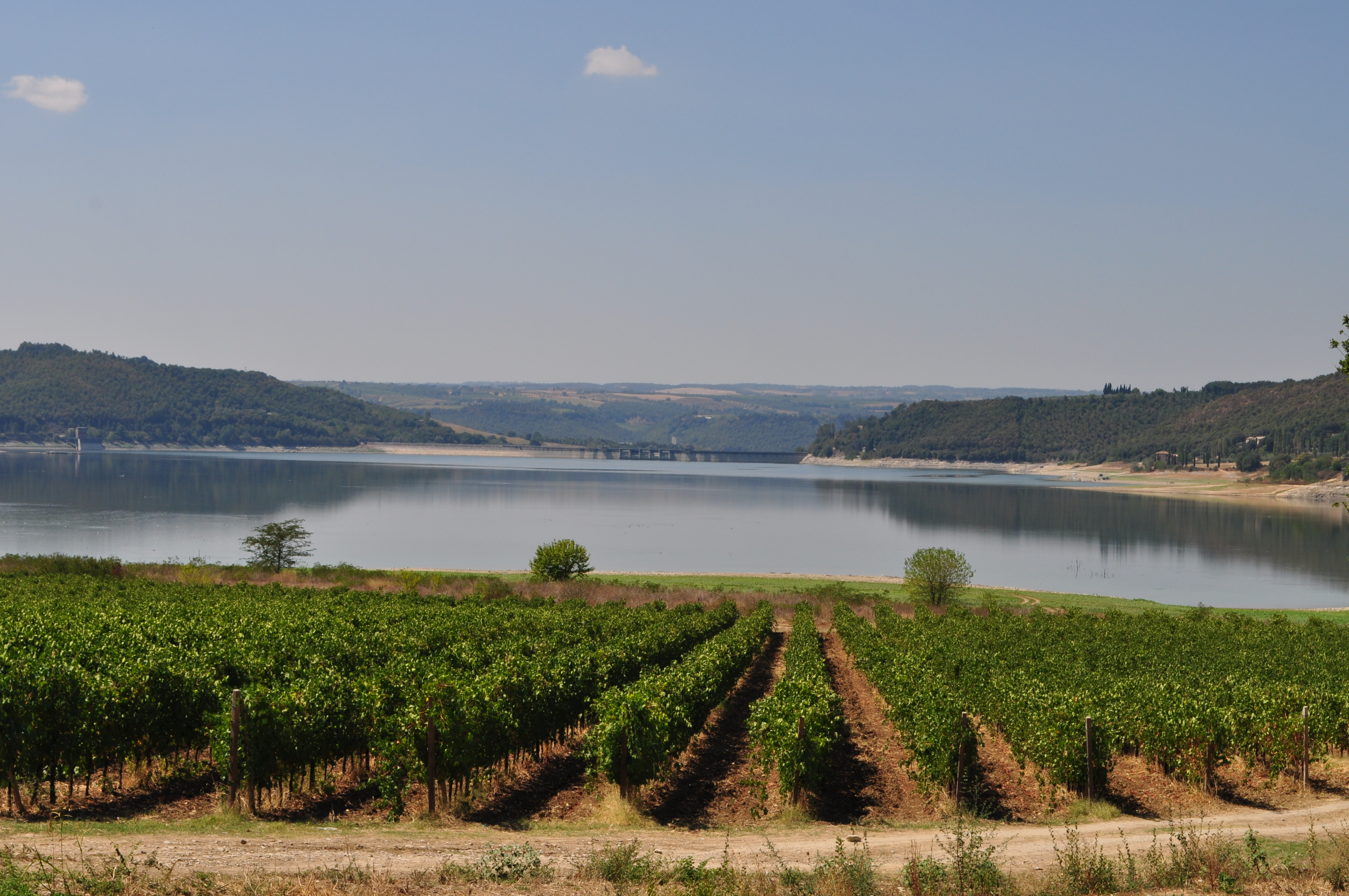
Lago di Corbara

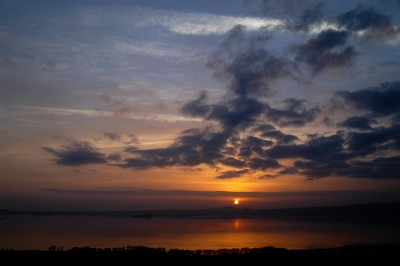
Lago di Bolsena

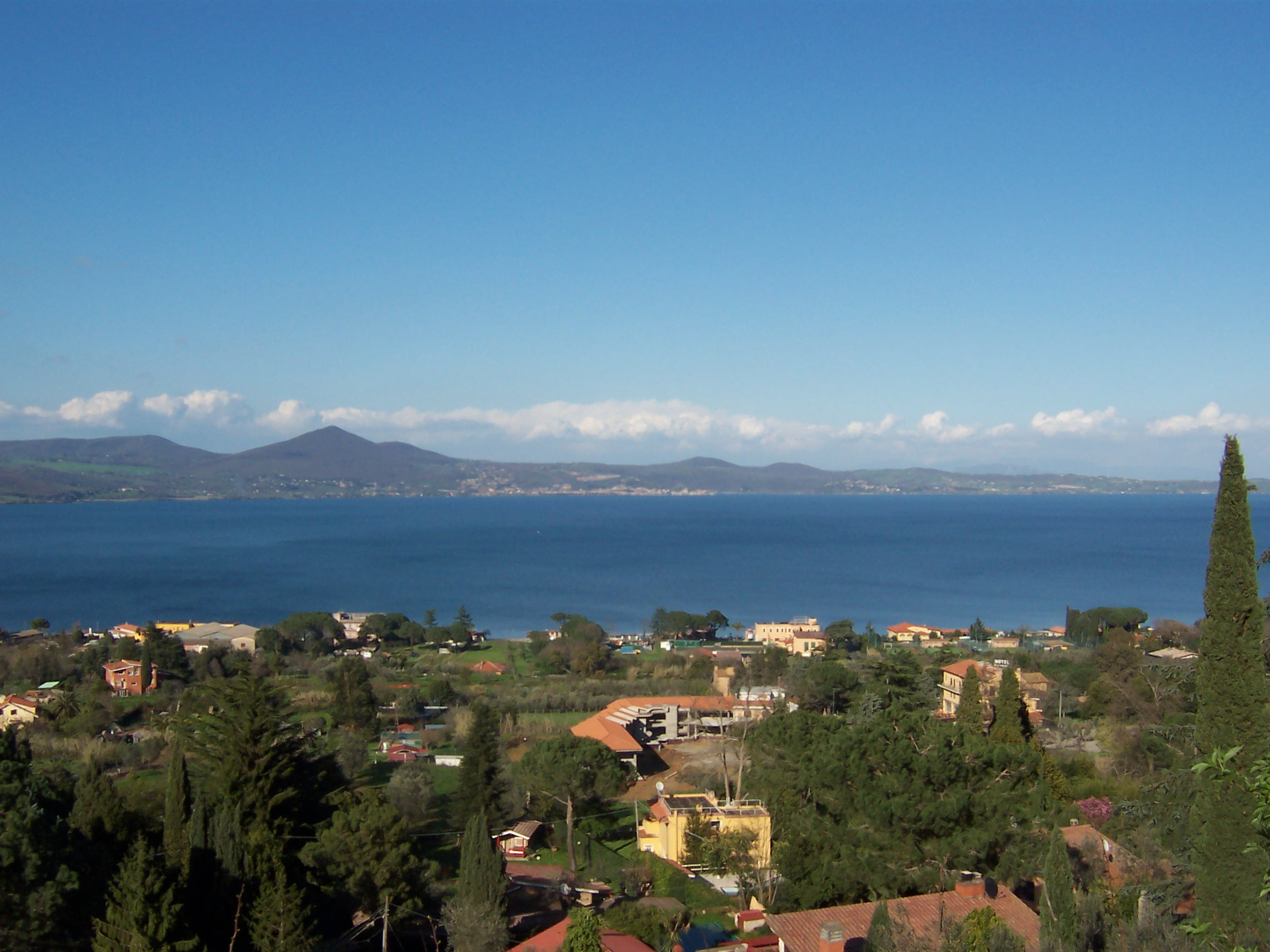
Lago di Bracciano

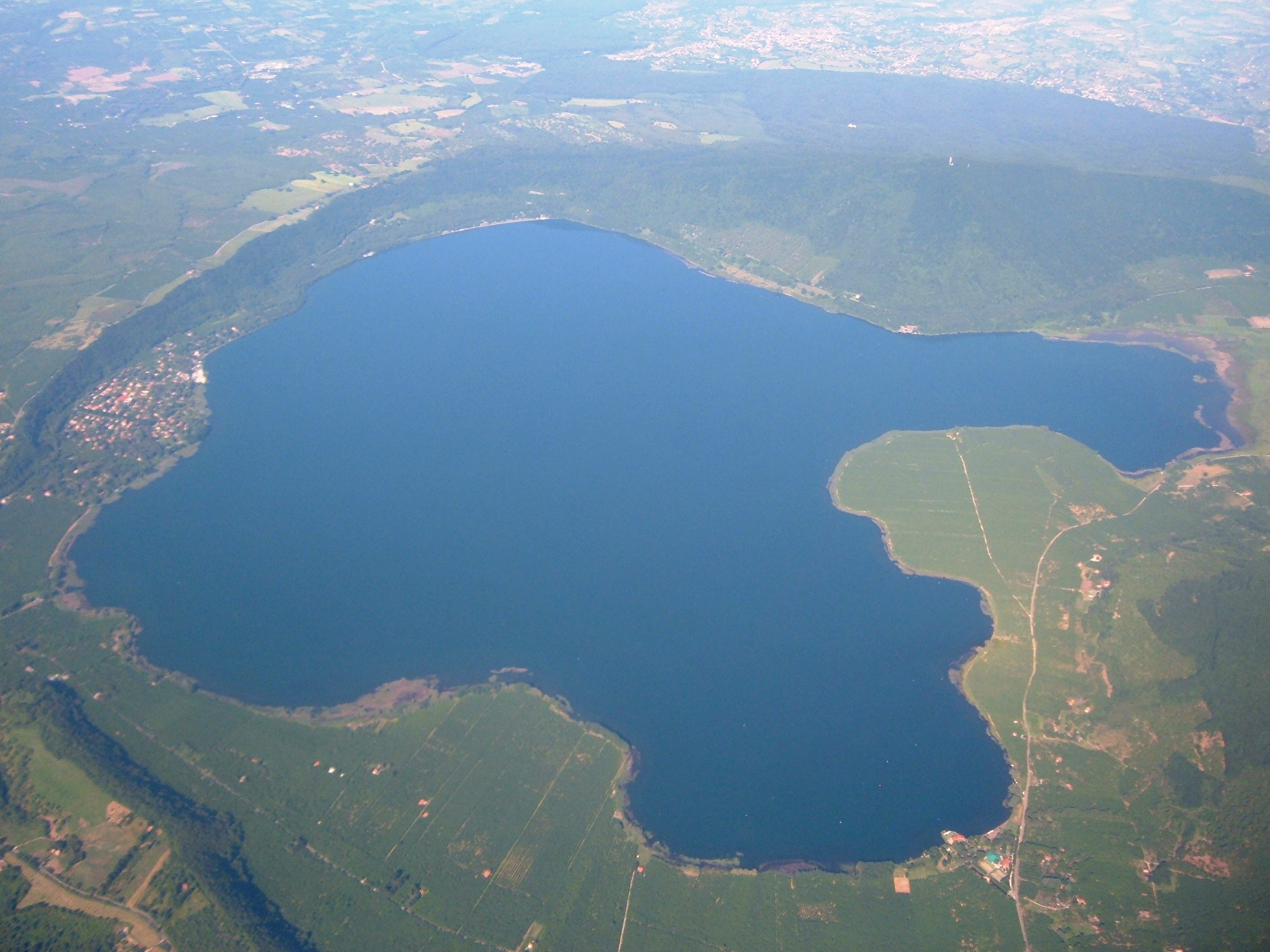
Lago di Vico

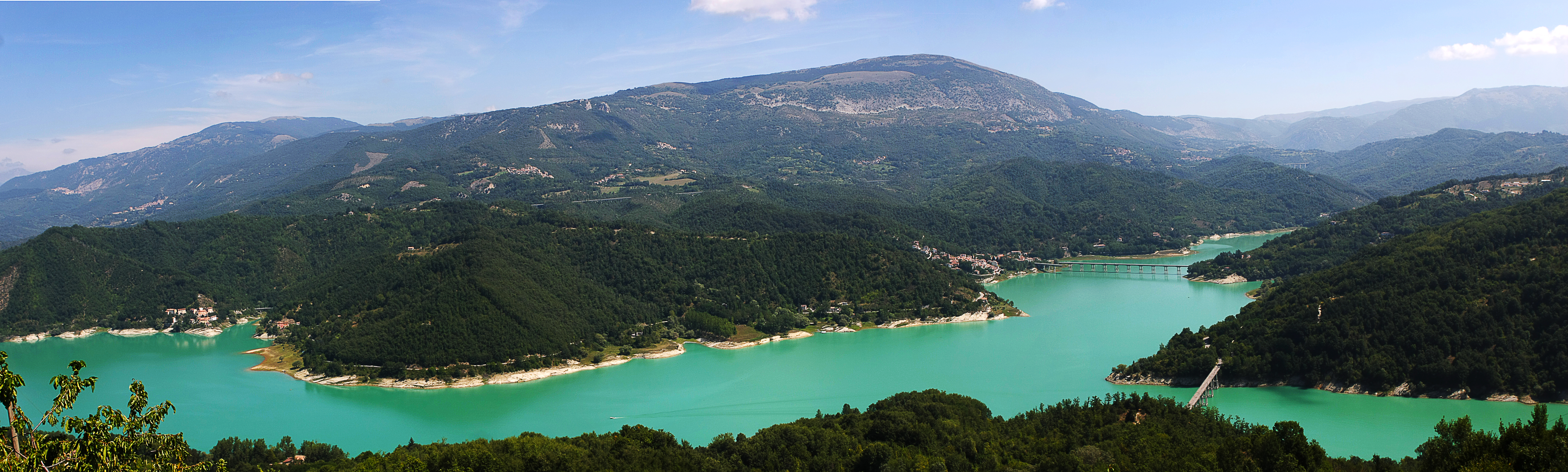
Lago del Salto

Lago del Turano

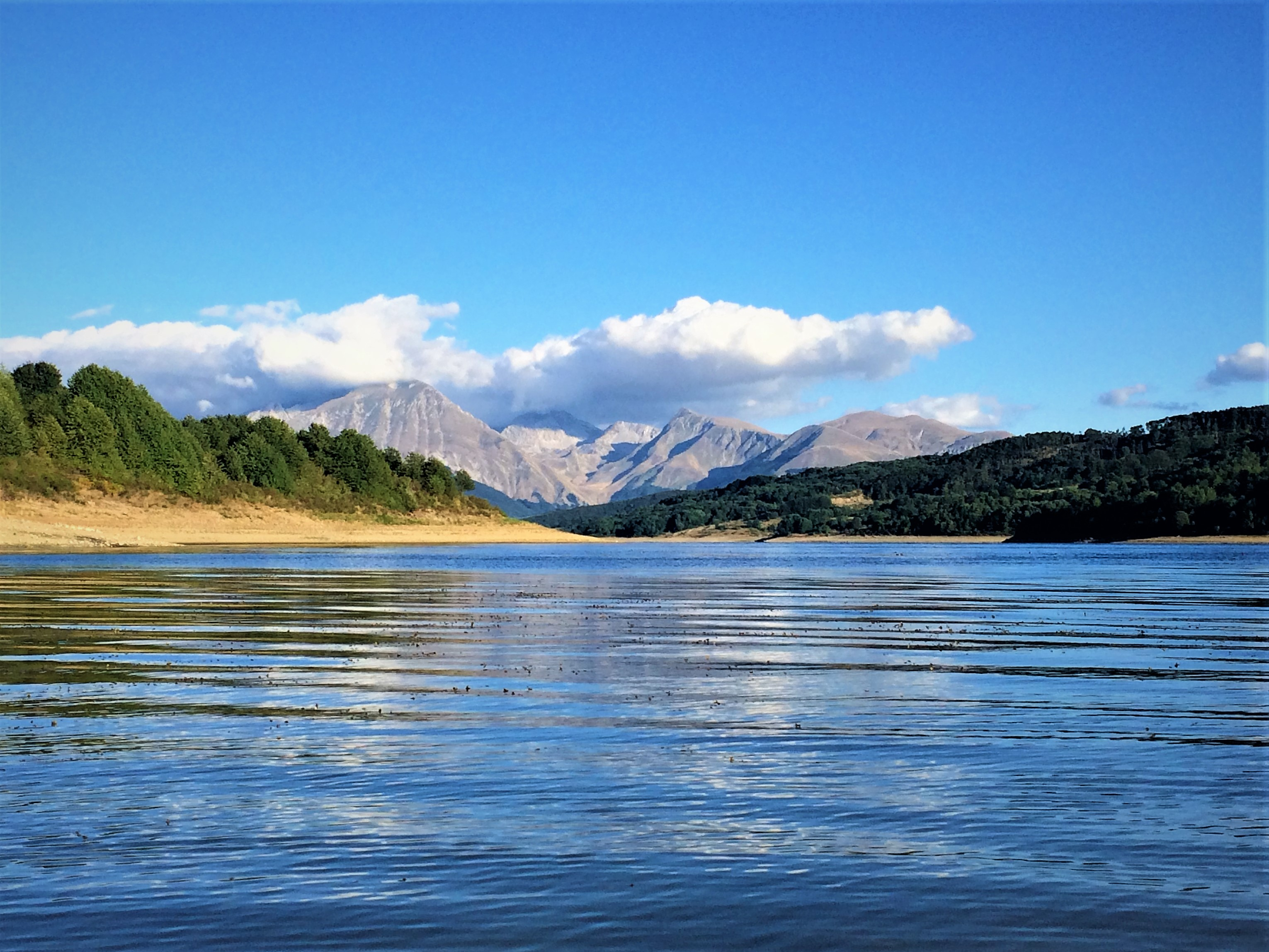
Lago di Campotosto

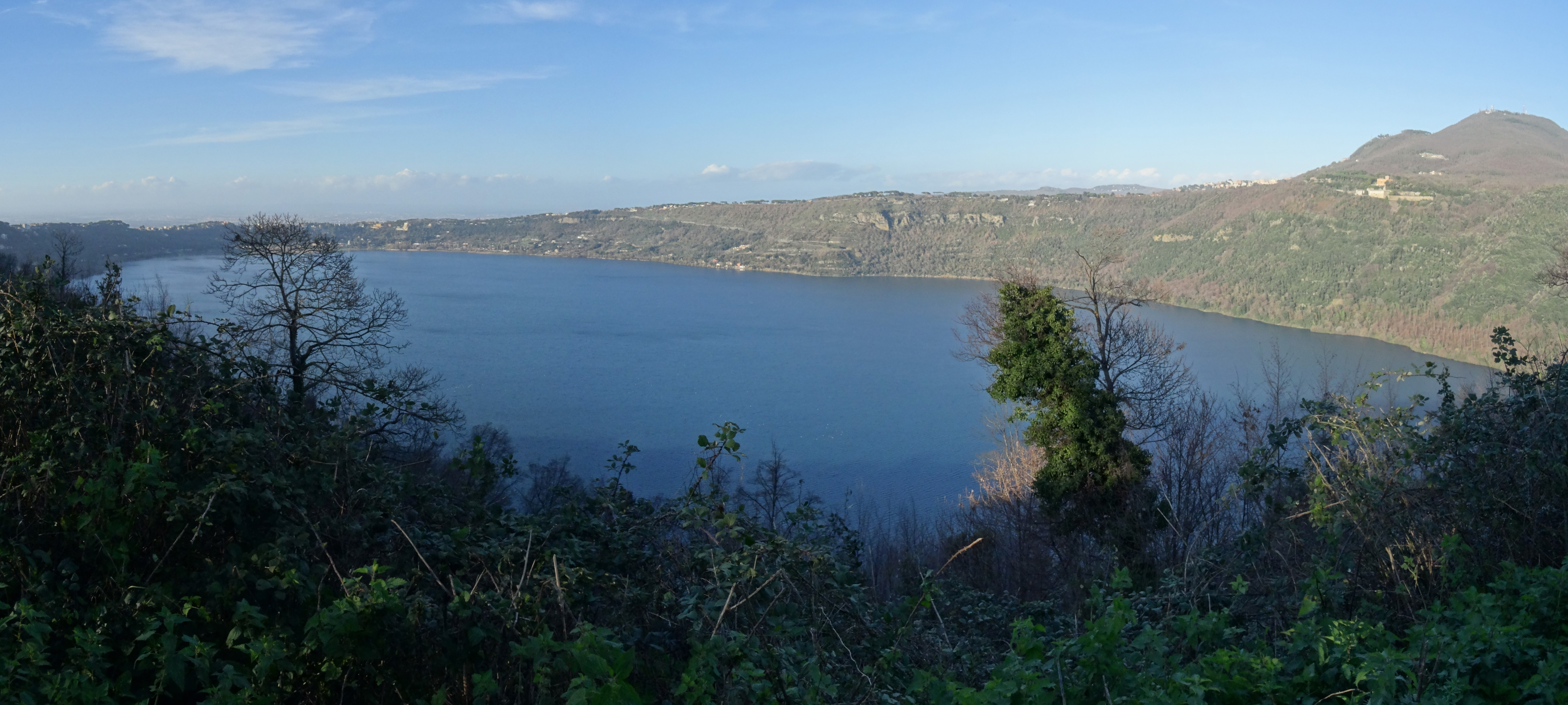
Lago di Albano

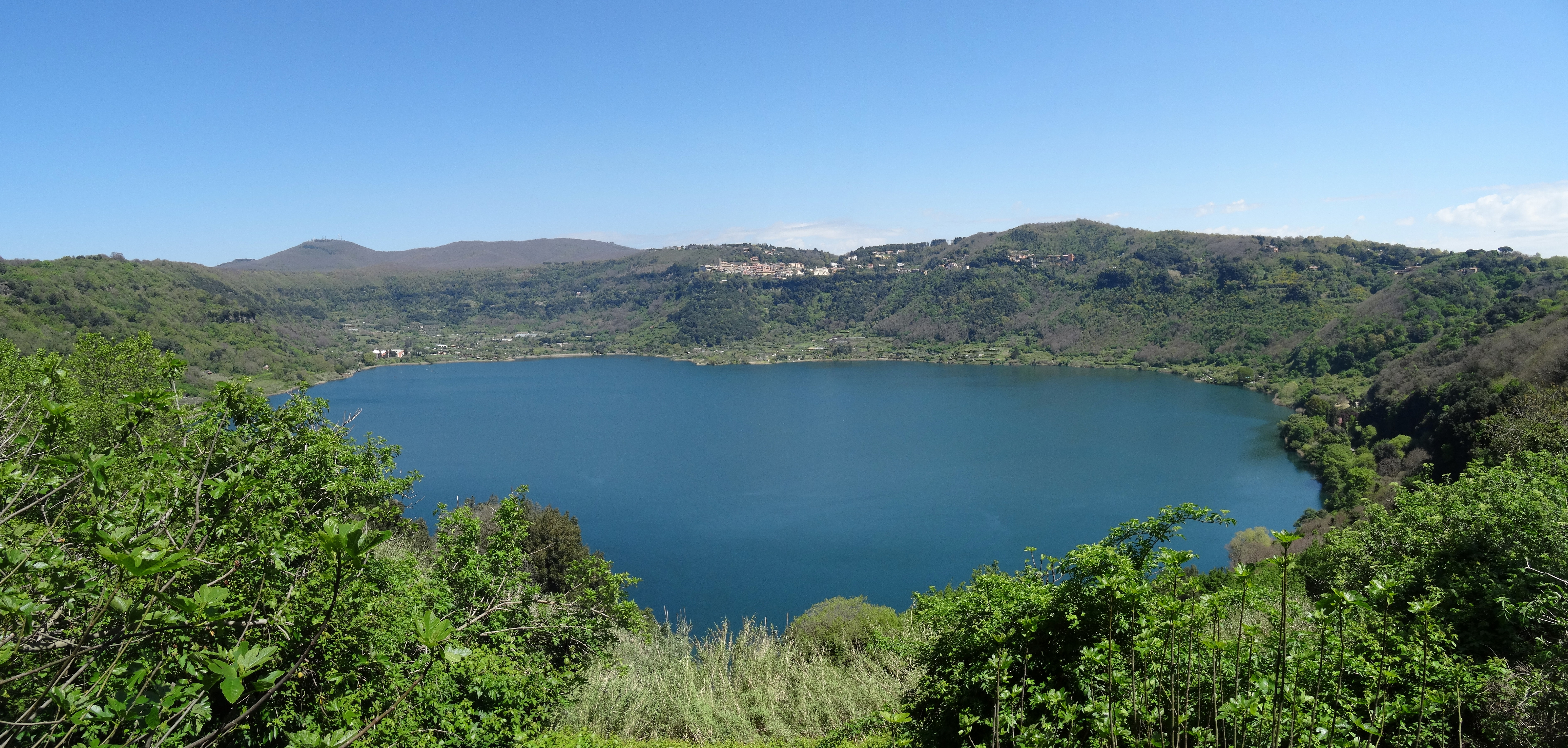
Lago di Nemi

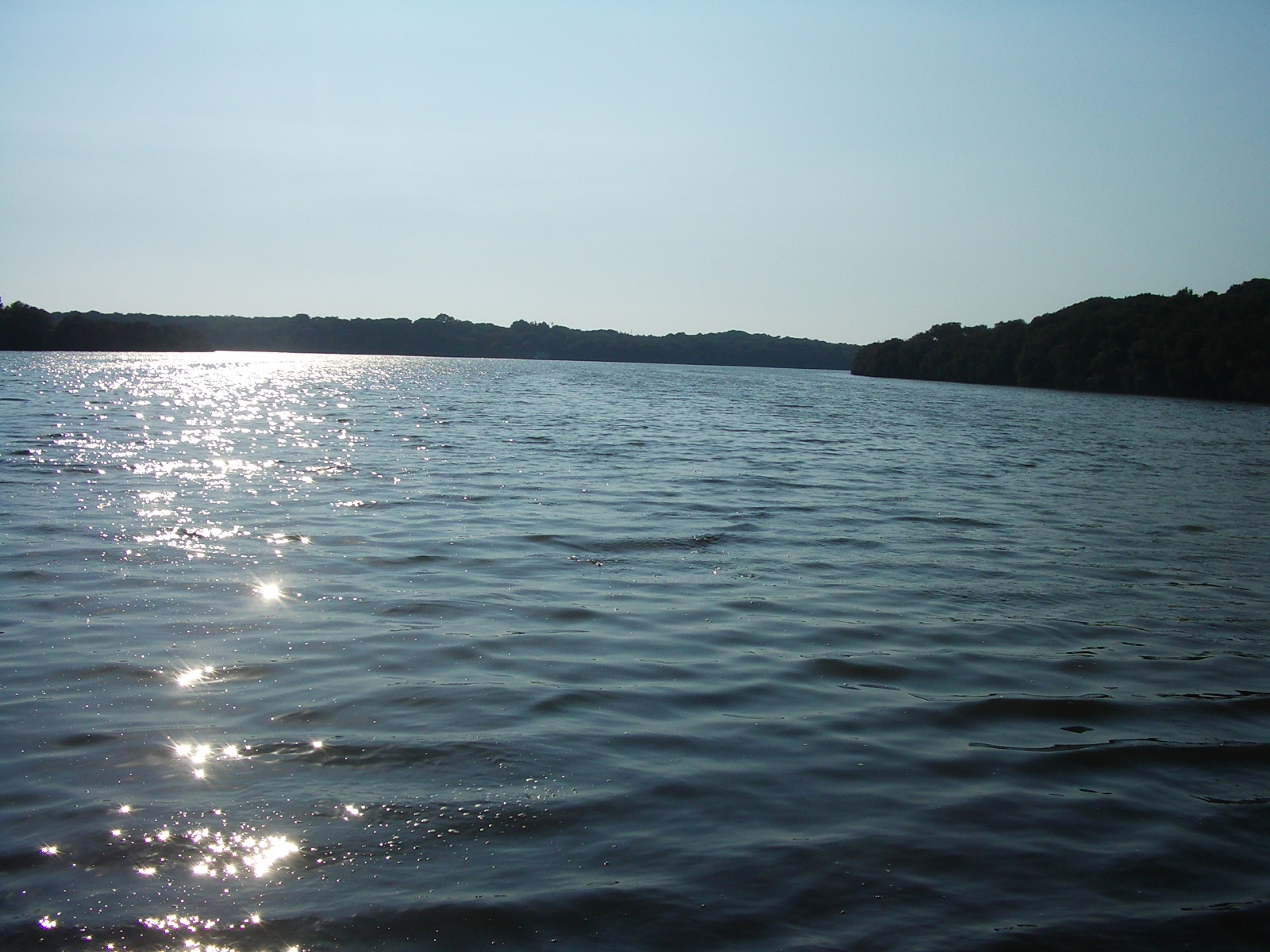
Lago di Sabaudia

I laghi prealpini, di origine morenica sono i più grandi ed i più importanti, perché costituiscono ottimi bacini, in cui i fiumi alpini frenano il loro impeto e purificano le loro acque, depositati i materiali trasportati. Influiscono anche sul clima locale, mitigandolo.
Le loro acque riempiono il fondo di lunghe valli là dove esse sboccano nella Pianura Padana. Sono valli profonde, scavate dai ghiacciai, che un tempo scendevano fino ai piedi della Catena Alpina, e non limitate a sud da cordoni di colline moreniche lasciate dai ghiacciai in ritirata. Attraverso quei cordoni morenici, generalmente, i fiumi emissari si aprono il corso verso il Po.
Il lago Maggiore è chiamato anche Verbano: la sua superficie misura 212 km2; ad esso defluiscono le acque di altri laghi vicini e minori: lago d'Orta, lago di Mergozzo, lago di Varese e il lago di Lugano o Ceresio che occupa una conca di 51 km², in gran parte sottoposta alla giurisdizione elvetica. Il lago Maggiore è alimentato dal Ticino; il suo corso superiore, fino alla riva di Locarno, così come una parte del lago stesso, appartiene alla Svizzera. Dallo specchio delle sue acque emergono le isole Borromee (isola Madre, isola Bella, isola dei Pescatori o Superiore) e le Isole di Brissago.
Il lago di Como o Lario misura 146 km² di superficie ed è il più profondo fra i laghi italiani (418 m). Esso, dalla punta di Bellagio, si divide in due rami, al termine dei quali sorgono le città di Lecco e Como. Immissario ed emissario del Lario è il fiume Adda. Nel Lago defluiscono le acque del Lago di Mezzola, all'estremità della Val Chiavenna, mentre forma dopo la confluenza con l'Adda i laghi di Garlate ed Olginate in territorio lecchese.
Il lago d'Iseo o Sebino (65,3 km²) riceve le acque dell'Oglio nel tronco inferiore della Valcamonica; nel suo bel mezzo emerge l'isola più estesa dei laghi italiani: Monte Isola. l lago d'Idro o Eridio (10,9 km²), che riceve le acque del Chiese in Trentino e poi sfocia in Lombardia con lo stesso fiume come emissario.
Il lago di Garda o Benaco è il più esteso lago d'Italia (370 km²) ed anche il più notevole per la mitezza del clima di cui godono le sue sponde, grazie alla sua posizione geografica, che è la più meridionale tra quelle dei laghi prealpini. Questo fatto favorisce una vegetazione di tipo mediterraneo (olivi, viti, agrumi), che costituisce una delle caratteristiche principali dell'amenità delle sue sponde.
Oltre a questi laghi, vi sono innumerevoli altri laghetti situati tra le pieghe moreniche della catena alpina. Tali sono, per esempio, il lago di Candia, il lago di Viverone nelle colline solcate dalla Dora Baltea, i laghi della Brianza (lago di Montorfano, lago di Alserio, lago di Pusiano, lago di Annone, lago del Segrino,...). Altri ancora di origine carsica sono i Laghi d'Arsa (Istria) ed il lago del Matese, nel gruppo omonimo dell'Appennino, che occupano conche (doline) aperte nella roccia calcarea.
Lista
- Lago artificiale dell'Agnel (provincia di Torino)
- Lago artificiale di Alborello/Stallbach-See (provincia di Bolzano)
- Lago di Alleghe (Provincia di Belluno)
- Lago di Alserio (Provincia di Como)
- Lago di Annone (Provincia di Lecco)
- Lago di Anterselva/Antholzer See (provincia di Bolzano)
- Lago d'Antorno (Provincia di Belluno)
- Laghi di Avigliana (provincia di Torino)
- Lago artificiale del Barbellino (provincia di Bergamo)
- Lago di Beauregard/Lac de Beauregard (Valle d'Aosta)
- Lago di Braies/Pragser Wildsee (provincia di Bolzano)
- Laghetti del Bruffione (provincia di Brescia)
- Lago di Caldaro/Kalterer See (provincia di Bolzano)
- Lago di Caldonazzo (provincia di Trento)
- Lago artificiale del Careser (provincia di Trento)
- Lago di Carezza/Karersee (provincia di Bolzano)
- Lago di Cavazzo (Provincia di Udine)
- Lago di Castello
- Lago di Cei (provincia di Trento)
- Lago di Centro Cadore (Provincia di Belluno)
- Lago artificiale di Ceresole Reale (provincia di Torino)
- Lago di Coca (provincia di Bergamo)
- Lago di Comabbio
- Lago di Como (Lario) 146 km²
- Lago del Comelico (Provincia di Belluno)
- Lago del Corlo (Provincia di Belluno)
- Lago di Costalovara/Wolfsgrubener See (provincia di Bolzano)
- Lago di Dobbiaco/Toblacher See (provincia di Bolzano)
- Lago di Endine
- Lago artificiale Dietro la Torre (provincia di Torino)
- Lago di Favogna/Fennberger See (provincia di Bolzano)
- Lago di Fiè/Völser Weiher (provincia di Bolzano)
- Lago artificiale di Fontana Bianca/Weissbrunn-See (provincia di Bolzano)
- Lago artificiale di Fortezza/Franzensfester See (provincia di Bolzano)
- Lago di Ganna
- Lago di Garda (Benaco) 370 km²
- Lago di Garlate (Provincia di Lecco)
- Lago di Ghirla
- Lago artificiale di Gioveretto/Zufritt-See (provincia di Bolzano)
- Lago d'Idro (Eridio)
- Lago d'Iseo (Sebino) 65,3 km²
- Lago di Lamar (provincia di Trento)
- Lago di Ledro (provincia di Trento)
- Lago di Levico (provincia di Trento)
- Lago di Lugano (Ceresio)
- Lago Maggiore (Verbano) 212 km²
- Lago artificiale di Malciaussia (provincia di Torino)
- Lago di Mergozzo
- Lago di Mezzola (Provincia di Sondrio)
- Lago del Mis (Provincia di Belluno)
- Lago di Misurina (Provincia di Belluno)
- Lago di Molveno (provincia di Trento)
- Lago di Monastero (provincia di Torino)
- Lago di Monate
- Lago di Montespluga (provincia di Sondrio)
- Laghi di Monticolo/Montiggler Seen (provincia di Bolzano)
- Lago Moro (Valcamonica)
- Lago di Montorfano
- Lago del Mucrone (provincia di Biella)
- Lago di Negrisiola (provincia di Treviso)
- Lago Nero (provincia di Brescia)
- Lago artificiale di Neves/Neves-Stausee (provincia di Bolzano)
- Lago artificiale di Novale/Rieder See (provincia di Bolzano)
- Lago di Olginate (Provincia di Lecco)
- Lago d'Orta (Cusio)
- Lago artificiale delle Piane (provincia di Biella)
- Lago artificiale di Pian Palù (provincia di Trento)
- Lago di Piano (Provincia di Como)
- Lago di Place-Moulin/Lac de Place-Moulin (Valle d'Aosta)
- Lago artificiale di Pontechianale (provincia di Cuneo)
- Lago di Pusiano (Provincia di Como)
- Lago di Quaira/Arzkarsee (provincia di Bolzano)
- Lago artificiale Ravasanella (provincia di Vercelli)
- Lago di Resia/Reschensee (provincia di Bolzano)
- Lago artificiale di Rochemolles (provincia di Torino)
- Lago artificiale della Rossa (provincia di Torino)
- Lago di San Colombo (provincia di Trento)
- Lago di Santa Caterina (Provincia di Belluno)
- Lago di Santa Croce (provincia di Belluno)
- Lago artificiale di Santa Giustina (provincia di Trento)
- Lago di Santa Maria (provincia di Bolzano)
- Lago di Santa Maria e di San Giorgio (provincia di Treviso)
- Lago di San Valentino alla Muta/Haidersee (provincia di Bolzano)
- Lago del Segrino
- Lago del Senaiga (provincia di Belluno)
- Lago della Serraia (provincia di Trento) 0,45 km²
- Lago artificiale del Serrù (provincia di Torino)
- Lago del Sorapiss (provincia di Belluno)
- Lago della Stua (Provincia di Belluno)
- Lago di Terlago (provincia di Trento)
- Lago di Tenno (provincia di Trento)
- Lago di Toblino (provincia di Trento)
- Lago di Tovel (provincia di Trento)
- Bacino del Truzzo (provincia di Sondrio)
- Lago della Vacca (Valcamonica)
- Lago di Valle di Cadore (Provincia di Belluno)
- Lago artificiale di Valdaora/Olanger Stausee (provincia di Bolzano)
- Lago Lago di Valdurna/Durnholzer See (provincia di Bolzano)
- Lago artificiale di Valvestino (Provincia di Brescia)
- Lago di Varese
- Lago di Varna/Vahrner See (provincia di Bolzano)
- Lago della Vecchia (provincia di Biella)
- Lago artificiale Verde/Grünsee (provincia di Bolzano)
- Lago artificiale di Vernago/Vernagt-Stausee (provincia di Bolzano)
- Lago di Viverone (province di Biella e Torino)
- Lago di Vodo di Cadore (Provincia di Belluno)
- Lago artificiale di Zoccolo/Zoggler Stausee (provincia di Bolzano)
- Laghi di Fusine in Valromana (provincia di Udine)

## Laghi Nord-occidentali
- Lago del Brugneto
- Lago della Busalletta
- Lago di Giacopiane
- Laghi del Gorzente
- Laghi di Lavagnina
- Laghi di Mantova
- Lago Nero
- Lago di Ortiglieto
- Lago di Trebecco
- Lago di Val di Noci
- Lago di Osiglia

## Laghi appenninici

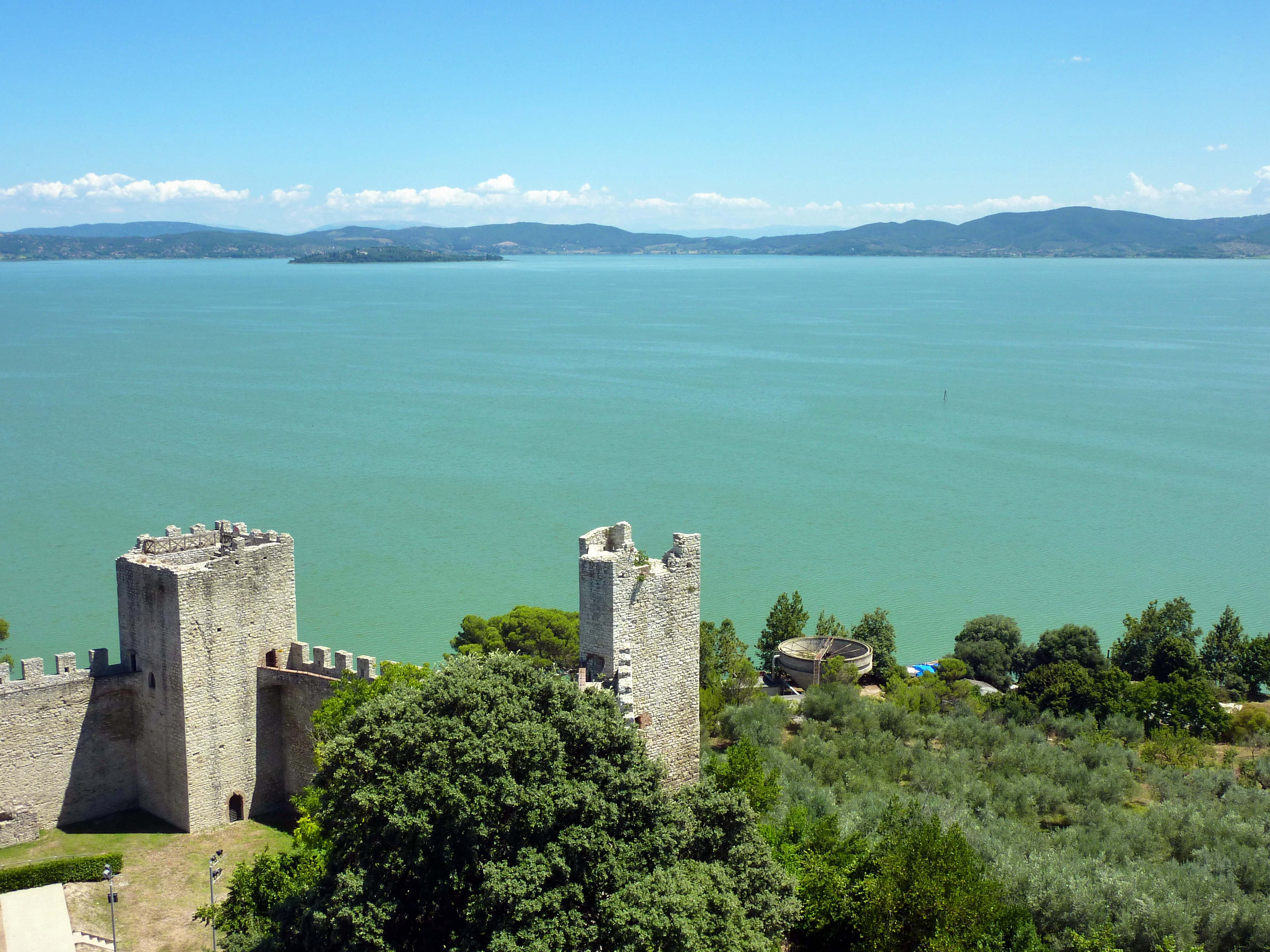
Lago Trasimeno e castello di Castiglione del Lago

Dei laghi appenninici, il Trasimeno è il più grande; poiché si estende per 128 km², è il maggiore della penisola (esclusi i laghi prealpini), ed il quarto in assoluto.
Questo lago è situato nei pressi di Perugia, in una conca ampia e poco profonda, formatasi durante il sollevamento della catena appenninica. Per questo motivo, il lago Trasimeno viene considerato di origine tettonica. Il lago inoltre è collegato attraverso un emissario a San Savino (Magione), che si collega a sua volta ad un affluente che poi si immette nel fiume Nestore. Si utilizza il canale quando il livello del lago supera i livelli di guardia. L'ultima volta che è stato utilizzato l'impianto è stato in occasione dell'alluvione del 12 novembre 2012 che ha colpito il bacino del fiume. Appena il Nestore è rientrato nei suoi argini l'acqua del Trasimeno è stata lasciata, per riavvicinarsi allo zero idrometrico.
Di tale natura erano altri laghi appenninici, prosciugatisi spontaneamente o per opera dell'uomo: il lago del Fucino, per esempio, occupava il fondo della conca marsicana (di Avezzano) e fu prosciugato da Alessandro Torlonia.
Un lago di sbarramento è quello di Scanno (Abruzzo), il quale si è formato a seguito di una grande frana, che ha ostruito il corso del torrente Sagittario.
Lista
- Lago dell'Accesa (GR)
- Lago di Acerenza (artificiale, PZ)
- Lago Acquato (GR)
- Lago Albano (RM), 600 ha
- Lago di Alviano (artificiale, TR)
- Lago Ampollino (artificiale)
- Lago Angitola (artificiale)
- Lago Arvo (artificiale)
- Lago d'Averno
- Lago di Barrea (artificiale)
- Lago di Bilancino (artificiale, FI)
- Lago di Bolsena (VT), 11.450 ha
- Lago di Bomba (artificiale, CH)
- Lago di Bracciano (RM), 5.750 ha
- Lago di Caccamo (artificiale, Provincia di Macerata)
- Lago di Campotosto (artificiale, AQ) 1.400 ha
- Lago di Canterno (FR)
- Lago di Casoli (artificiale, CH)
- Lago di Castel San Vincenzo (artificiale, IS)
- Lago Cecita (artificiale)
- Lago di Chiauci (artificiale, IS)
- Lago di Chiusi (SI), 387 ha
- Lago di Cingoli (artificiale, MC)
- Lago di Conza (artificiale, AV)
- Lago di Corbara (artificiale)
- Lago di Cotilia (RI)
- Lago della Duchessa (RI)
- Lago di Fogliano (LT), 395 ha
- Padule di Fucecchio
- Lago di Guardialfiera (artificiale, CB)
- Lago La Vota
- Lago Lungo (RI)
- Lago di Martignano (RM)
- Lago del Matese
- Lago di Mezzano
- Lago di Montepulciano (SI)
- Lago di Monterosi
- Laghi di Monticchio
- Lago di Nemi (RM)
- Lago di Occhito (artificiale)
- Lago di Penne (artificiale, PE)
- Lago di Piediluco
- Lago di Pietra del Pertusillo (artificiale, PZ)
- Lago di Pietrafitta (artificiale, PG) 147 ha
- Lago di Pilato (AP)
- Lago di Posta Fibreno (FR)
- Lago di Provvidenza (artificiale, AQ)
- Lago di Rascino (RI)
- Lago Redisole (artificiale)
- Lago di Ripa Sottile (RI)
- Lago Sabetta (artificiale)
- Lago del Salto (artificiale, RI)
- Lago di San Casciano (artificiale, SI)
- Lago di San Floriano (GR)
- Lago Santo (MO)
- Lago di Scandarello (artificiale, RI)
- Lago di Scanno (AQ)
- Lago Selva (artificiale, FR)
- Lago Sinizzo (AQ)
- Lago di Talvacchia (artificiale, AP)
- Lago di Telese (BN)
- Lago Trasimeno, 12.800 ha
- Lago del Turano (artificiale, RI)
- Lago di Vico (VT)
- Lago di Ventina (RI)
- Laghi di Bagno (AQ)

## Laghi della Sicilia
I laghi naturali sono pochissimi e di dimensioni molto limitate. Peculiare è il lago di Pergusa, presso Enna, che è di origine tettonica,  noto sin dall'antichità per i miti su Kore e Demetra,  è stato a rischio di prosciugamento, non avendo immissari di acqua perenne.
Altro lago di rilievo è il Lago Biviere di Lentini, (di fatto semi-naturale), che in passato, negli anni trenta del '900 fu prosciugato a causa dell'insorgere di fenomeni malarici. 
Più numerosi sono invece i laghetti costieri quasi tutti costituiti in riserve:  Il Biviere di Gela (riserva naturale LIPU), i pantani nei pressi di Pachino (Pantano Gariffi e Pantano Longarini)  che costituiscono la Riserva naturale orientata Pantani della Sicilia Sud-Orientale, la laguna presso Messina (Lago di Ganzirri), che costituisce la  Riserva naturale orientata Laguna di Capo Peloro, i laghetti presso Tindari che costituiscono la Riserva naturale orientata Laghetti di Marinello, i laghi presso Mazara del Vallo che costituiscono la Riserva naturale integrale Lago Preola e Gorghi Tondi.
Tra i laghi artificiali ottenuti sbarrando il corso dei fiumi e torrenti, tra i più estesi: il lago Pozzillo (il più esteso della regione), il lago Arancio, il lago di Piana degli Albanesi, il lago di Ogliastro.
Lista
- Lago di Ancipa (Provincia di Enna)
- Lago Arancio (Provincia di Agrigento)
- Bagno d'Acqua o Specchio di Venere (Pantelleria, Provincia di Trapani)
- Lago Biviere di Cesarò (Cesarò, Provincia di Messina)
- Lago Biviere di Gela (Provincia di Caltanissetta)
- Lago Cimia (Gela, Provincia di Caltanissetta)
- Lago Comunelli (Provincia di Caltanissetta)
- Lago Dirillo o di Licodia (Licodia Eubea, Provincia di Ragusa)
- Lago Disueri (Gela, Provincia di Caltanissetta)
- Lago Fanaco (Castronovo di Sicilia, Provincia di Palermo)
- Lago Furore (Naro, Provincia di Agrigento)
- Lago Gammauta (Provincia di Agrigento)
- Lago Garcia (Contessa Entellina, Provincia di Palermo)
- Lago di Lentini (Lentini, Provincia di Siracusa)
- Lago Magazzolo o Castello (Bivona, Provincia di Agrigento)
- Lago Maulazzo (Cesarò, Provincia di Messina)
- Lago Morello o di Villarosa (Villarosa, Provincia di Enna)
- Lago Nicoletti (Leonforte, Provincia di Enna)
- Lago di Ogliastro (Aidone, Provincia di Enna e Ramacca, Provincia di Catania)
- Lago Olivo (Provincia di Enna)
- Lago di Paceco (Paceco, Provincia di Trapani)
- Lago di Pergusa (Provincia di Enna)
- Lago di Piana degli Albanesi (Provincia di Palermo)
- Lago Pian di Leone (Provincia di Palermo)
- Lago Pietra Rossa (Provincia di Catania, Provincia di Enna)
- Lago Poma (Partinico, Provincia di Palermo)
- Lago Pozzillo (Regalbuto, Provincia di Enna)
- Lago di Prizzi (Prizzi, Provincia di Palermo)
- Lago Rosamarina o Lago di Caccamo (Caccamo, Provincia di Palermo)
- Lago Rubino o Fastaia (Provincia di Trapani)
- Lago San Giovanni (Naro, Provincia di Agrigento)
- Lago Santa Rosalia (Provincia di Ragusa)
- Lago Scanzano (Provincia di Palermo)
- Lago Sciaguana (Agira, Provincia di Enna)
- Lago Soprano Serradifalco, Provincia di Caltanissetta)
- Lago Trearie (Provincia di Catania)
- Lago Trinità (Provincia di Trapani)

## Laghi della Sardegna
- Lago di Baratz
- Lago Benzone
- Lago Bidighinzu
- Laghi di Bunnari
- Lago di Casteldoria
- Lago Coghinas
- Lago Cuga
- Lago Cucchinadorza
- Lago alto di Flumendosa
- Lago del Medio Flumendosa
- Lago del Basso Flumendosa
- Lago Govossai
- Lago di Gusana
- Lago del Liscia
- Lago Mulargia
- Lago Omodeo
- Lago Temo
- Lago Torrei

## Lagune e laghi costieri
Anche lungo le coste della penisola abbiamo dei laghi. Essi sono stati formati dal moto ondoso del mare, il quale, innanzitutto alle insenature, ha accumulato lidi sabbiosi e cordoni di dune, che hanno chiuso le acque retrostanti. In tal modo le vecchie insenature marine si sono trasformate in laghi.
Tali sono:
- Il lago di Lesina, il lago di Varano e il lago Salso in Puglia. Sono anche i più estesi fra quelli esistenti lungo le coste della penisola. I primi due sono situati a nord del promontorio del Gargano; il terzo, a sud di Manfredonia, è alimentato direttamente dal fiume Cervaro e pertanto ha acque essenzialmente dolci. Inoltre sono presenti due bacini di modeste dimensioni denominati Laghi Alimini situati nel Salento nel comune di Otranto.
- Nel Lazio i quattro laghi costieri del parco nazionale del Circeo (Pianura Pontina): lago di Fogliano, lago dei Monaci, lago di Caprolace e lago di Sabaudia.

Più a sud il lago di Fondi tra Fondi e Terracina, e il lago Lungo tra Fondi e Sperlonga.
- In Toscana il bacino più esteso è la Laguna di Orbetello, tra il Monte Argentario e la Maremma Toscana; poco a sud, si trova il lago di Burano, mentre nei pressi di Grosseto sono ancora visibili le tracce dell'antico lago Prile. Nella parte settentrionale della regione sono da segnalare il lago di Massaciuccoli e il lago di Porta.
- In Sardegna i principali laghi costieri sono il lago di Elmas presso Cagliari, il lago di Santa Giusta e quello di Cabras presso Oristano.
- Le valli di Comacchio in Emilia-Romagna hanno acque salmastre.
- In Sicilia il lago Biviere di Gela che è il più grande dell'isola e uno dei pochi naturali rimasti in assoluto, è altresì una zona umida di rilevanza internazionale perché meta di specie di volatili in estinzione.

Lista
- Lago di Burano (GR)
- Stagno di Cagliari
- Lago di Caprolace
- Stagno di Casaraccio, (SS)
- Valli di Comacchio
- Lago di Fogliano (LT), 464 ha
- Lago di Fondi (LT), 450 ha
- Lago Fusaro (NA)
- Laguna di Grado
- Lago di Lesina
- Lago di Lucrino
- Laguna di Marano
- Stagno di Marceddi (Provincia di Oristano)
- Lago di Massaciuccoli (LU)
- Lago Miseno o Mare Morto
- Lago dei Monaci
- Laguna di Orbetello (GR)
- Lago di Patria (NA)
- Stagno di Platamona, Sassari
- Mar Piccolo di Taranto
- Stagno di Pilo, Sassari
- Lago di Porta (MS)
- Lago Prile (GR)
- Laguna di Sabaudia
- Stagno di Santa Giusta
- Lago Salso
- Lago di Varano
- Laguna di Venezia